# Ивановское сельское поселение (Ростовская область)
Ивано́вское се́льское поселе́ние — муниципальное образование в Сальском районе Ростовской области Российской Федерации.
Административный центр — село Ивановка.

## География
Село расположено на возвышенном месте у реки Егорлык. Преобладающими направлениями ветров являются восточные и западные.

## История
Глава Администрации Ивановского сельского поселения — Безниско Олег Валерьевич.
Ивановское сельское поселение включает в себя хутора Сладкий, Александровский, село Ивановка — центр поселения.
История села началась с хутора богача Мацегорова. В 1840-х годах около хутора селились отдельными усадьбами переселенцы. Впоследствии они образовали село Мацегоровское. В 1851 году, когда была построена церковь в честь Иоанна Богослова, село стало назвали Ивановским.
К этому времени в селе находилось 570 дворов с 580 домами и деревянной церковью. Коренными жителями были малороссы из Харьковской губернии, а иногородние приезжали из Воронежской, Рязанской и Курской губерний.
В селе было волостное правление. Жители села занимались земледелием — растили пшеницу, рожь, ячмень, просо и др. Здесь было около 150 фруктовых садов.
На территории села было 5 мануфактурных лавок, 3-мелочных, 9 питейных домов, одна водяная и 29 ветряных мельниц, 2 маслобойни. Работали одноклассное церковно-приходское и начальное училища Большедербетовского улуса.
К 1914 году в селе насчитывалось около 12 тыс. человек.
В годы Первой мировой войны в селе был голод, эпидемия тифа, унёсшие жизни многих сельчан. Хозяйства приходили в упадок. Гражданская война окончательно разорила крестьянские хозяйства.
В 1921 году в селе образовалась коммуна из семи семей. В 1923 году в селе был образован колхоз «Восход». Позже здесь было ещё 9 колхозов. С 1921 годы в селе проводилось раскулачивание.
В годы Великой Отечественной войны из села ушло на фронт 838 человек, не вернулось 286 человек. 30 июля 1942 года село было заняли немцы. 22 января 1943 года оно было освобождено.
В 1950 году три колхоза объединились в один — колхоз имени «Маленкова», а два оставшихся — в колхоз «Победа». В 1951 году эти колхозы объединились в колхоз имени «Маленкова», который был переименован в колхоз «Советская Россия».
В 1991 года колхоз «Советская Россия» преобразовался в товарищество «Ивановское», а позже — ЗАО «Ивановское». В 2002 году а ЗАО «Ивановское» было обанкрочено.
В настоящее время в Ивановском сельском поселении имеется 746 домовладений. Здесь живёт около 1760 человек.
За поселением числится 10100 га. пашни. Имеется 5 магазинов, пекарня, кирпичный завод, средняя школа, детский сад, дом культуры, амбулатория.

## Состав сельского поселения
| № | Населённый пункт | Тип населённого пункта       | Население |
| - | ---------------- | ---------------------------- | --------- |
| 1 | Александровский  | хутор                        | 12        |
| 2 | Ивановка         | село, административный центр | ↘1720     |
| 3 | Сладкий          | хутор                        | 41        |

## Население
| 2010  | 2012  | 2013  | 2014  | 2015  | 2016  | 2017  |
| ----- | ----- | ----- | ----- | ----- | ----- | ----- |
| 1773  | ↘1725 | ↗1728 | ↘1691 | ↘1666 | ↘1629 | ↘1607 |
| 2018  | 2019  | 2020  | 2021  |       |       |       |
| ↘1586 | ↘1573 | ↘1536 | ↘1524 |       |       |       |

## Достопримечательности
- Мемориал «Мать — Родина» воинам — односельчанам, погибшим во время Гражданской и Великой Отечественной войн. Мемориал расположен в селе Ивановка, в его парковой зоне. Мемориал создан 9 Мая 1987 года и представляет собой кульптуру женщины-матери из монолитного бетона высотой 3,5 метров. На пьедестале памятника высотой 2,5 метра написаны слова: «Вечно живым». Архитектор мемориала — Цинкевич. С двух сторон от памятника стоят две горизонтальные стелы. На них написаны 243 фамилии, павших в годы Гражданской и Великой Отечественной войн и в Афганистане. На стелах имеется надпись: «Памяти погибших — поклонись», «Верности Отчизне — поклянись!».
- Памятник на братской могиле (1950 год) солдату — освободителю. Солдат на памятнике держит автоматом в руке.
- Братская могила убитым в годы Гражданской и Великой Отечественной войн в селе Ивановка[12]. В селе есть два захоронения. Первое захоронение советских солдат было сделано в 1943 году в центре села. На братской могиле в 1950 году установлен памятник солдату с автоматом в руке. Памятник увенчан лавровым венком. В 1987 году солдат из центра села торжественно перезахоронили на сельское кладбище. Имена солдат не известны. На обелисках в селе были написаны слова: «Вечная слава Героям, павшим за Родину в Великой Отечественной войне 1941—1945 г.г.».